# Mlecz (ryby)

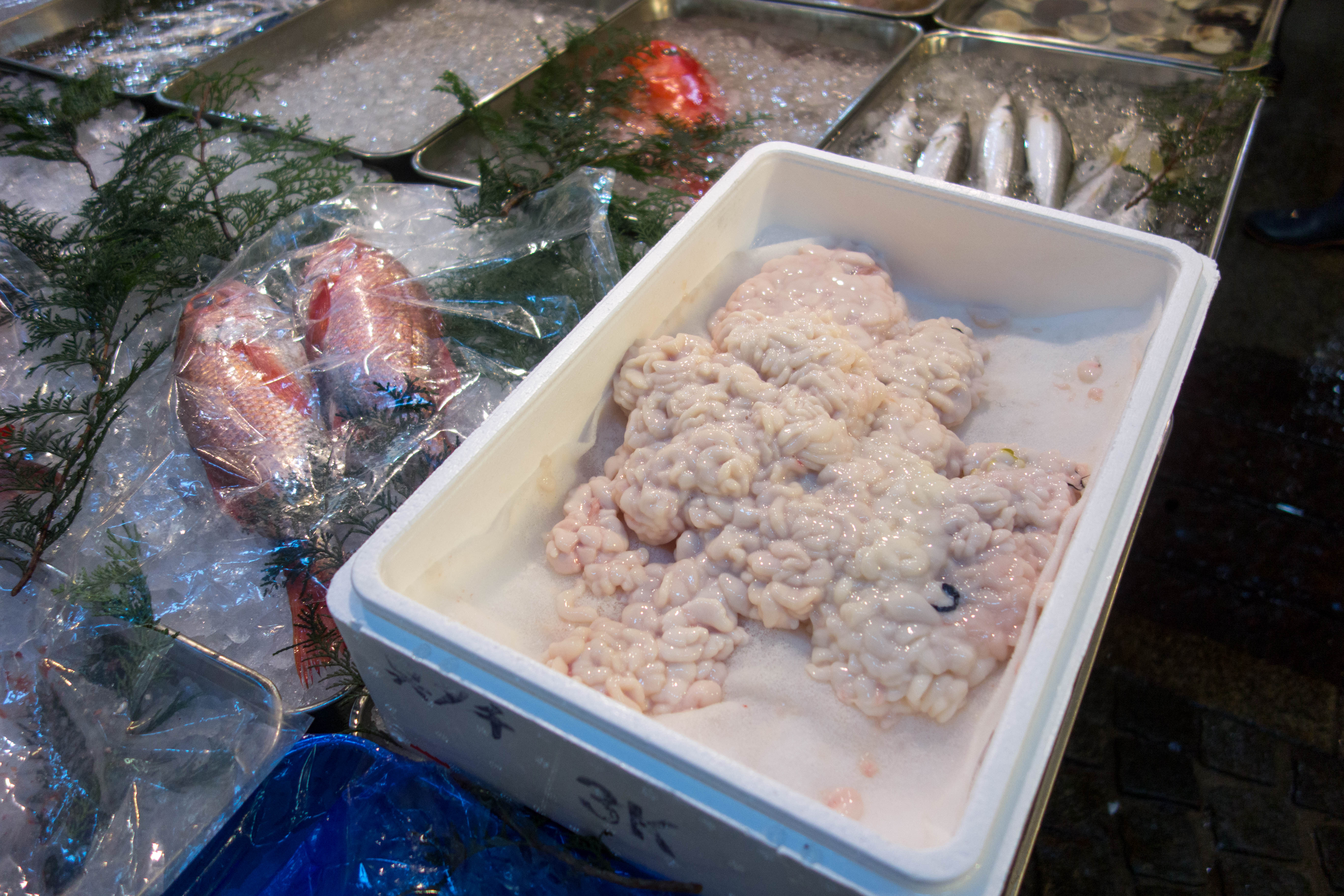
Świeży mlecz

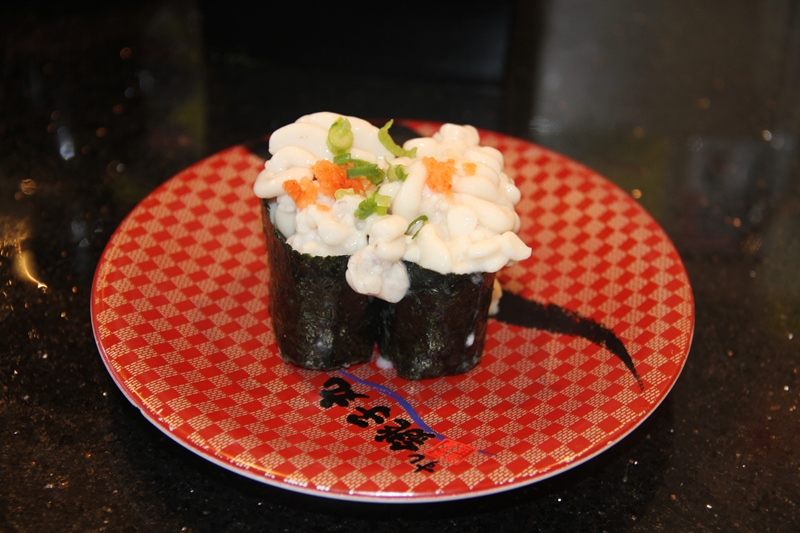
Sushi z mleczem

Mlecz, mleczko – białawy płyn nasienny występujący u samców ryb i mięczaków. Nazwa wywodzi się od koloru i konsystencji płynu (przypominającego trochę śmietankę). Liczba plemników zawartych w mleczu jest zależna od gatunku i wynosi w 1 mm³ od ok. 20 mln u szczupaka pospolitego do 10 mln u pstrągów.